# Медаль «За кампанию в Афганистане» (США)
Медаль «За кампанию в Афганистане» — военная награда, которая вручается военным США, создана по указу № 13363 президента Джорджа Буша-младшего 29 ноября 2004 года. Дизайн медали разработан Институтом геральдики Армии США.  
Медаль за кампанию в Афганистане стала доступной для награждения в июне 2005 года. Она вручается любому служащему вооружённых сил США выполнявшему свой долг внутри границ Афганистана (или в его воздушно-космическом пространстве) за период в 30 дней непрерывно или 60 дней с перерывами. Медалью могут награждаться выполнявшие свой долг с 24 октября 2001 года по 31 августа 2021 года. Персонал, участвовавший в боях с вражескими силами или получивший ранения в бою в пределах Афганистана может получить медаль независимо от срока пребывания в стране. Медаль также вручается посмертно любому служащему, погибшему при выполнении долга в Афганистане, исключая небоевые ранения, полученные при несчастных случаях.   
Медаль может вручаться вместе с дополнительным знаком на ленту «наконечник стрелы» (Arrowhead device) для удовлетворяющих критериям военнослужащим (участие в высадке с плавсредств, прыжке с парашютом, высадке с вертолёта или планера в боевых условиях). Медаль может вручаться вместе со значком боевой операции для удовлетворяющих критериям военнослужащим Корпуса морской пехоты. При участии в нижеперечисленных боевых кампаниях вручаются служебные звёзды к медали за кампанию в Афганистане.    
- Освобождение Афганистана — с 11 сентября 2001 года по 30 ноября 2001 года
- Consolidation I — с 1 декабря 2001 по 30 сентября 2006 года.
- Consolidation II — с 1 октября 2006 по 30 ноября 2009 года.
- Consolidation III — с 1 декабря 2009 по 31 августа 2021 года.

Примеры ношения звёзд на ленточке медали «За кампанию в Афганистане» :
| одна из шести фаз   |
| две из шести фаз    |
| три из шести фаз    |
| четыре из шести фаз |
| пять из шести фаз   |
| все шесть фаз       |

Награда заменяет экспедиционную медаль «За глобальную войну с терроризмом» (GWOTEM) за службу в Афганистане, персонал получивший экспедиционную медаль за службу в Афганистане может заменить эту медаль на более новую медаль за кампанию в Афганистане. Обе медали не могут быть получены одновременно за один и тот же период службы в Афганистане, любая текущая служба в Афганистане относится только к медали за кампанию в Афганистане.